# Śpiąca królewna (opowiadanie)
Śpiąca królewna – opowiadanie fantastycznonaukowe Rafała A. Ziemkiewicza z 1996. Po raz pierwszy ukazało się w zbiorze Czerwone dywany, odmierzony krok nakładem wydawnictwa SuperNowa. W 2012 zostało wydane w jednym tomie z powieścią Pieprzony Los Kataryniarza przez Fabrykę Słów. W 1997 na Polconie w Katowicach, Rafał A. Ziemkiewicz otrzymał za Śpiącą królewnę Nagrodę im. Janusza A. Zajdla w kategorii najlepsze opowiadanie.

## Fabuła
Bardzo mocno strzeżony konwój wiezie śmiertelnie chorą dziewczynkę o imieniu Olga. Dziecko nazywane jest często śpiącą królewną, przez wzgląd na jej wiecznie zaspany wygląd. Olga jest twarzą międzynarodowej akcji charytatywnej. Historia jej choroby jest znana na całym świecie, co generuje olbrzymie zyski. Organizatorzy akcji jednak pod podszewką akcji charytatywnej realizują swoje prywatne cele. Perhat dowodzi całą wyprawą, jednak brał udział już w dużej liczbie takich wydarzeń i zdaje sobie sprawę, jaki jest prawdziwy powód organizowania takich akcji. Skrajnie odmienna od niego francuska doktor Jaqueline Tenard wierzy jednak w cel charytatywnych działań.

## Recenzje
- A. BIŃCZYK: Fantastyczna literatura na kasecie. „Mandragora” 2001 nr 2 [dot. wyd. akustycznego opowiadania Śpiąca królewna]